# Christof Kurzmann
Christof Kurzmann (Wenen, 19 juni 1963) is een Oostenrijkse muzikant in de jazz en geïmproviseerde muziek. Hij zingt en speelt saxofoon en klarinet.

## Biografie
Kurzmann is vooral actief op het gebied van de elektronische en experimentele muziek en de freejazz. Hij werkte samen met musici als John Butcher, Ken Vandermark, Burkhard Stangl, Kai Fagaschinski, Martin Brandlmayr, Clayton Thomas en Leonel Kaplan. Met videokunstenares Michaela Grill werkte hij samen in het project Boiled frogs. Tijdens een New Jazz Meeting van SWR improviseerde hij met Steve Lacy en Philip Jeck in Bernhard Lang's project trio × 3. Tijdens de Donaueschinger Musiktagen van 2004 werd zijn electronische compositie 4rooms uitgevoerd, met Andrea Neumann en Tony Buck.
Kurzmann leidt meerdere groepen, waaronder het met Christian Fennesz opgerichte Orchester 33 1/3. Met gitarist Burkhard Stangl vormt hij het duo Schnee. Hij is lid van de bands The Magic I.D. en Made To Break.
In 1999 richtte Kurzmann een eigen platenlabel op, charhizma. Het was actief tot 2005.
Na een langdurig verblijf in Berlijn en Buenos Aires woont Kurzmann weer in zijn geboortestad Wenen.

## Discografie (selectie)
- Orchester 33 1/3 met Thomas Berghammer, Markus Binder, Peter Brötzmann, Franz Hautzinger, Christian Fennesz, Michael Moser, Franz Reisecker, Mex Wolfsteiner, 1996
- shabotinski: stenimals met Eugene Chadbourne, Werner Dafeldecker, Uli Fussenegger, Ernesto Molinari, Max Nagl, Lukas Schiske, Peter Paul Skrepek, Burkhard Stangl, 1996
- schnee met Burkhard Stangl, 2000
- Misunderstanding between Hertz and Megahertz met John Butcher, 2002-03
- Air Between, 2003
- Dafeldecker Kurzmann Drumm eRikm Dieb13 Noetinger met Werner Dafeldecker, Dieb13, Jérôme Noetinger, Kevin Dumm 2003
- Then & Now (Doppel LP), 2014 (Trost Records)